# نظرية التبادل الاجتماعي

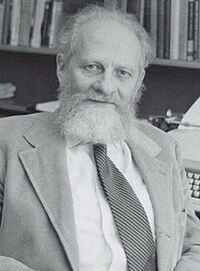
صوره تمثل العالم الذي طرح النظريه

## نظرة عامة
نظرية التبادل الاجتماعي(بالإنجليزية: Social exchange theory)‏ هي نظرية اجتماعية نفسية ورؤية اجتماعية تفسر التغير والاستقرار الاجتماعي كعملية تبادل تفاوضية بين الأطراف المختلفة. وتطرح هذه النظرية فكرة أن العلاقات الإنسانية تنشأ من حسابات غير موضوعية للتكلفة والمنفعة cost-benefit analysis ومن مقارنة البدائل. وترجع جذور نظرية التبادل الاجتماعي إلى الاقتصاد وعلم النفس وعلم الاجتماع. وكثيرا ما تستخدم هذه النظرية اليوم في عالم الأعمال.
ظهرت نظرية التبادل الاجتماعي كإحدى الاتجاهات النظرية التي تبلورت في أوائل الستينات من القرن العشرين، نتيجة لما نشأ من رأي حول إخفاق البنائية الوظيفية في تطوير نظرية تعكس الواقع الإمبريقي، وتفسر السلوك الإنساني في مستوياته المختلفة. فجاءت المحاولة الأولى لتعتمد تفسير السلوك بناء على عوامل نفسية بحتة، ترتبط في بعض مضمونها بعوامل بيولوجية. أما المحاولات اللاحقة، فقد حاولت تجاوز اختزال السلوك الإنساني برده للعوامل النفسية بإدخال ارتباط السلوك بالبناء الاجتماعي والثقافية. وبالرغم من هذا التباين بين أصحاب التبادلية، إلا أنه يمكن الاستفادة من الجانبين الأول، في دراسة عملية التفاعل، وما يمكن أن تتضمن من تأثيرات متبادلة بين طرفي التفاعل. وأما الجانب الثاني فترتكز أهميته في إمكانية الانتقال من مستويات التفاعل الأولية إلى بحث مستويات التنظيمات معقدة التركيب والمستوى المجتمعي.
استفاد أصحاب هذا الاتجاه، وخاصة في بدايته، من مصادر معرفية متعددة، من أهمها بعض أفكار وافتراضيات مفكري الاقتصاد السياسي الكلاسيكي، بما في هذا مبدأ النفعية، وكتابات الانثروبولوجيين، وبشكل خاص الافكارت التي جاءت في المدرسة السلوكية.
ويرجع جذور هذا الفكر إلى الاتجاهات الفكرية في علم الاقتصاد وعلم الإنسان وعلم النفس.
كذلك وتعتمد نظرية التبادل الاجتماعي (SET) على فكرة أن الناس يفكرون في علاقاتهم من الناحية الاقتصادية وأنهم يرفعون التكاليف ويقارنونها بالمكافآت التي يتم تقديمها. 
ويجادل منظرو التبادل الاجتماعي بأن الناس يقيمون علاقاتهم من حيث التكاليف والمكافآت. وتتطلب جميع العلاقات بعض الوقت والجهد من جانب المشاركين. عندما يقضي الأصدقاء بعض الوقت مع بعضهم البعض، وهو ما يجب عليهم فعله من أجل الحفاظ على العلاقة، فإنهم لن يكونوا قادرين على القيام بأشياء أخرى في ذلك الوقت، وبالتالي فإن الوقت الذي يقضونه هو التكلفة. قد يحتاج الأصدقاء إلى الاهتمام في أوقات غير مناسبة، ومن ثم فإن التكلفة تزداد.
ويجادل منظور التبادل الاجتماعي أن الناس يحسبون القيمة الإجمالية لعلاقة معينة عن طريق طرح تكاليفها من المكافآت التي توفرها:
القيمة = المكافآت – التكاليف

## الملامح الأساسية لنظرية التبادل الاجتماعي
نظرية التبادل الاجتماعي تعد أحد النظريات السيوسيولجية المعاصرة التي ظهرت كإحدى البدائل النظرية في علم الاجتماع الغربي، وترجع الجذور الفكرية لهذه النظرية إلى آراء بعض الفلاسفة والعلماء الذين اهتموا بعملية التبادل (الأخذ والعطاء) منذ القدم. فقد شغلت هذه العملية اهتمام بعض الفلاسفة اليونان من أمثال أرسطو، والفيلسوف الأخلاقي «آدم فيرجسون» و«آدم سميث» في القرن الثامن عشر. كما تأثرت نظرية التبادل الاجتماعي في نشأتها بثلاث مصادر هامة، هي:

## الاقتصاد الكلاسيكي
استفادت نظرية التبادل الاجتماعي من آراء بعض الاقتصاد الكلاسيكي النفعي من أمثال: «دافيد ريكاردو» و«جون ستيوارت ميل» و«بنتام». إلا أن مفهوم المتبادل في الاقتصاد الكلاسيكي يشير إلى التبادل المادي فقط. بينما ينظر أصحاب نظرية التبادل الاجتماعي إلى مفهوم متبادل على أنه يعني كلا من التبادل المادي والتبادل الرمزي غير المادي.

## الانثروبولوجيا الوظيفية
أثرت الانثروبولوجيا الوظيفية في نشأة نظرية التبادل الاجتماعي. إذ تأثرت هذه النظرية ببعض الدراسات الأنثروبولوجيا التي أجريت في بعض المجتمعات البدائية، والتي قام بها بعض علماء الأنثروبولوجيا الوظيفية من أمثال: «سير جيمس فريزر» و«برونيسلوماكينوفسكي» و«مارسيل موس» و«كلاودليفى ستراوس»

## علم النفس السلوكي
نجد أن نظرية التبادل الاجتماعي قد تأثرت بآراء بعض علماء النفس السلوكيين من أمثال: «سكينر» الذي نشر بعض الدراسات عن السلوك الاجتماعي في كتابه عن (سلوك الكائنات العضوية) والتي لها تأثير كبير في نشأة نظرية التبادل الاجتماعي.

## بعض القواعد والأسس التنظيرية في التبادل الاجتماعي
ما هو مكلف بالنسبة لفرد معين قد لا يكون كذلك بالنسبة لفرد آخر. وما هو غير مكلف لفرد معين قد لا يكون كذلك بالنسبة لفرد آخر مشترك معه في علاقة تبادلية.
ما هو نافع لفرد قد يكون غير ذلك لفرد آخر. وما هو نافع لفرد معين قد يكون نافعا لفردا آخر مشترك معه في علاقة تبادلية.
قد يكون النشاط التبادلي ذا كلفة ومنفعة لفرد فيما يكون أكثر من ذلك لفرد آخر. وقد يكون النشاط المتبادل ذا كلفة ومنفعة عالية لفرد، بينما يكون أقل من ذلك بالنسبة لفرد آخر مشترك معه في علاقة تبادلية.

## مفاهيم نظرية التبادل الاجتماعي
- السلوك الإنساني الذي يتكون من النشاط والتفاعل والعاطفة يقوم بها الفرد، وهو يختلف عن السلوك الحيواني لأنه يملك ارثا اجتماعيا وثقافة شاملة وقدرة عقلية عالية.
- المكافآت الاجتماعية أي ثمن قيام الفرد بعمل يطلب المجتمع منه القيام به فهي محفز بقدر ماهي هدف للحصول عليه.
- المنفعة أي قدرة النشاط الإنساني على تقديم منفعة للآخرين وامكانية تبادله بنشاط إنساني آخر.
- الكلفة الاجتماعية أي كمية النشاط الذي يستوجب من الفرد القيام به لقاء حصوله على منفعة مرتقبة أو متوقعة.
- المصالح أي الطموحات الذاتية – مادية أو معنوية – التي يستوخى الفرد تحقيقها.
- التبادل أي تقديم نشاط اجتماعي من قبل الطرف الأول المشترك في عملية المبادلة إلى الطرف الثاني لقاء حصول الأول على نشاط سابق في الثاني.
- المنافسة أي التسابق في الحصول على أكبر عدد ممكن من النشاطات الاجتماعية بأقل كلفة واعلى قيمة في عملية المبادلة.
- الاستثمار الاجتماعي أي تنمية المناشط الاجتماعي لصالح ممارسها.[2]

## أنماط التبادل: فاعلية نظرية التبادل الاجتماعي
التسلسل السلوكي
سلسلة من الإجراءات المصممة لتحقيق الهدف
القوة
درجة اعتماد الشخص على شخص آخر لتحقيق النتائج
عندما ينخرط الناس في التسلسلات السلوكية، فإنهم يعتمدون إلى حد ما على شريكهم العلائقي. على سبيل المثال، إذا كان هناك شخص يرغب في لعب لعبة جين رمي gin rummy، فيجب التعاون من شريك. يجلب هذا الاعتماد المتبادل مفهوم القوة – الاعتماد على الشخص على الآخر من أجل النتائج.
التحكم في المصير
القدرة على التأثير على نتائج الشريك
هناك نوعان من القوة في نظرية ثايبوت وكيلي: التحكم في المصير والتحكم في السلوك. التحكم في المصير هو القدرة على التأثير على نتائج الشريك. 
التحكم في السلوك
القدرة على تغيير سلوك الآخر
التحكم في السلوك هو القدرة على تغيير سلوك الآخر من خلال تغيير سلوك الفرد. 
يذكر ثايبوت وكيلي أن الناس يطورون أنماطًا للتبادل للتعامل مع فروق القوة والتعامل مع التكاليف المرتبطة بممارسة القوة. تصف هذه الأنماط القواعد أو القواعد السلوكية التي تشير إلى كيفية تداول الأفراد للموارد في محاولة لتعظيم المكافآت وتقليل التكاليف. يصف ثايبوت وكيلي ثلاث مصفوفات مختلفة في التبادل الاجتماعي لتوضيح الأنماط التي يطورها الناس. تتضمن هذه المصفوفات المصفوفة المحددة والمصفوفة الفعالة ومصفوفة التصرف.
المصفوفة المحددة
القيود المفروضة على اختياراتك بسبب البيئة و / أو مستويات المهارات الخاصة بك
تمثل المصفوفة المحددة الاختيارات والنتائج السلوكية التي يتم تحديدها من خلال مجموعة من العوامل الخارجية (البيئة) والعوامل الداخلية (المهارات المحددة لكل متفاعل). عندما يشارك شخصان في عملية تبادل، قد تجعل البيئة بعض الخيارات أكثر صعوبة من غيرها. 
المصفوفة الفعالة
التحويلات التي يمكنك إجراؤها على مصفوفة محددة، من خلال تعلم مهارة جديدة، على سبيل المثال
قد يكون الأشخاص مقيدين بالمصفوفة المحددة، لكنهم غير محاصرين بها. يمكنهم تحويلها إلى مصفوفة فعالة، «والتي تمثل توسعًا في السلوكيات البديلة و / أو النتائج التي تحدد في نهاية المطاف الخيارات السلوكية في التبادل الاجتماعي» (رولوف، 1981، ص 51). إذا كان هناك رجلاً لا يجيد رقص التانجو، فيمكنه أخذ دروس في هذه الرقصة وتعلمها، مما يحول المصفوفة المحددة إلى مصفوفة فعالة. 
مصفوفة التصرف
المعتقدات التي لديك حول العلاقات
تمثل المصفوفة النهائية، مصفوفة التصرف، الطريقة التي يعتقد بها شخصان أنه يجب تبادل المكافآت بينهما. 
يؤكد ثايبوت وكيلي أنه إذا علمنا أنواع التصرفات التي لدى الشخص (مصفوفة التصرف) وطبيعة الموقف الذي يتصرف فيه (المصفوفة المحددة)، عندها سنعرف كيف نتوقع التحولات التي سيقومون بها (المصفوفة الفعالة) للتأثير في النهاية على التبادل الاجتماعي. 
في نظريتهما، لا يتعامل ثايبوت وكيلي بشكل صريح مع سلوكيات التواصل، مثل الكشف عن الذات، وهو موضوع شرحناه في الفصل العاشر بالتزامن مع نظرية الاختراق الاجتماعي. ومع ذلك، فإن بعض نقاشاتهما حول المصفوفات الثلاثة تعني أن الكشف عن الذات يلعب دوراً مهماً في التبادل الاجتماعي. كما يلاحظ رولوف (1981)، 
يبدو أن الكشف عن الذات يعني ضمناً الاتصال بين شيئين: (1) التصرفات التي لدى الفرد، و (2) التحولات (الاستراتيجية) التي سيستخدمها الفرد في هذا التبادل. نظرًا لأن التصرفات تؤثر على إستراتيجية الفرد، فقد نفترض أن معرفة التصرفات قد تسمح لنا بالتنبؤ بالتحولات. (ص 77)
علاوة على ذلك، يحتوي هذا الكشف عن الذات، مثله مثل جميع الإفصاحات عن الذات، على مخاطر. يمكن أن تزود الشريك العلائقي بالمعلومات التي يمكن استخدامها ضد الكاشف. إذا كان الناس يعرفون كيف يقوم الشخص الآخر بتحويل المصفوفة المحددة، فيمكن أن يكون لهم ميزة في التبادلات الاجتماعية.

## طرق البحث في نظرية التبادل
هناك ثلاث طرق بحث لهذه النظرية وهي:
الطريقة الأولى الملاحظة المباشرة أي مراقبة سلوك أعضاء عملية التبادل الاجتماعي بشكل مباشر دون وجود واسطة وتسجيلها بدقة حسب برنامج متضمن أهدافا واضحة لهذه لمراقة الموجودة.
الطريقة الثانية المختبرات النفسية المتكونة من أجهزة إلكترونية وكهربائية لرصد سلوك أعضاء الجماعة التجريبية الخاضعة للمراقبة المباشرة.
الطريقة الثالثة ملاحظة سلوك طيور الحمام الذي قام بها (جورج هومنز) حيث بدأ بتقديم حبوب الطعام إلى الحمام كمحفز للسلوك الغريزي لها من أجل معرفة رغبتها في الطعام (كمكافأة) وعلاقة ذلك باندفاعها في ممارسة سلوك آخر ومعاقبتها بواسطة حرمانها من تقديم هذه الحبوب عند عدم استجابتها لبعض متطلبات تجربته. ومن هذه التجربة ساق (هومنز) فرضيات نظرية التبادل الاجتماعي.

## أبرز رواد نظرية التبادل الاجتماعي

### جورج هومانز (1910-1989)
بدأ جورج هومانز في علم الاجتماع عام 1933م في جامعة هارفارد في قسم إدارة الأعمال. وأهتم بدراسة المبادلات الاقتصادية وأثارها وعلاقتها بالتبادل الاجتماعي في المجتمع البدائي. كما أن له اهتمامات بعلم الاجتماع الثقافي. من مؤلفاته: «الجماعة الإنسانية» و«النظرية المعاصرة في السوسيولوجيا» و«السلوك الاجتماعي». يعد جورج هومانز أحد أهم المنظرين في مجال التبادل. والذي سعى إلى وضع نموذجا لنظريته التي أطلق عليها «نظريه تبادلية استنباطية». والتي أعتمدت على العديد من نتائج البحوث الميدانية في مجال الجماعات والسلوك الاجتماعي. يعرف جورج هومانز التبادل أنه تفاعل الأفراد التقابلي (وجها لوجه) عاكسا الأوجه النفسية والاقتصادية والاجتماعية لتكون قاعدة لعملية التبادل فيما بعد بين المتفاعلين قوامها وأهداف وغايات اجتماعية كالسمعة والاعتبار والاحترام والتقدير والنفوذ الاجتماعي وليس المنفعة المادية الصرفة لأنها ليست دائما هدف التبادل الاجتماعي ولأن الفرد داخل جماعته يشترك في عدة عمليات تبادلية مستمرة تستهدف القبول الاجتماعي من قبل أعضاء جماعته واحترامهم له الذي يزيد من اعتباره الاجتماعي ومكانته الاجتماعية وبدوره يكثف من تماثله الاجتماعي لقواعد جماعته.

### بيتر بلاو
ولد بيتر بلاو في فيينا عام 1918م. وهاجر إلى الولايات المتحدة الأمريكية عام 1943م. وحاز على درجة الدكتوراة من جامعة كولومبيا عام 1950م في دراسة حول التنظيمات الرسمية. ويعد أحد أهم علماء الذين أسهموا في تطوير نظرية التبادل الاجتماعي. ففي مؤلفه بعنوان «التبادل والقوة في الحياة الاجتماعية» قدم منظوره عن التبادل في الحياة الاجتماعية. وقد ذهب «بيتر بلاو» في هذا المنظور إلى أن التبادل الاجتماعي يعد المبدأ الرئيسي الذي تنهض عليه الطبيعة البشرية. ويؤدي هذا التبادل إلى استقرار البناء الاجتماعي، كما أنه يؤدي إلى حدوث عملية التغير الاجتماعي. ومن أهم مؤلفات «ديناميكية البيروقراطية» عام 1955م، وكتاب «البناء المهني الأمريكي» و«بناء المنظمات». بالرغم من أن بيتر بلاو يبدأ بدراسة عملية التبادل الاجتماعي وتحليلها على مستوى العلاقات الفردية، إلا أنه يعمل على تجسير العلاقة بين هذا المستوى الأولي ومستوى التنظيمات والمجتمع. ويرى بيتر بلاو أن عملية التبادل تتم في أساسها بافتراض الأفعال الطوعية، فترتبط الحوافز والاختيارات فيها بالمردود المتوقع من قبل الآخرين. وفي تناوله لعملية التبادل الاجتماعي ينظر بيتر بلاو إلى الحياة الاجتماعية علي انها سوق تفاوض تتيح للإنسان الاختيار من بين بدائل.

### ريتشارد أميرسون
ريتشارد أميرسون هو عالم اجتماع أمريكي معاصر ينتمي إلى الاتجاه التبادلي. وقد أنضم أميرسون لقسم الاجتماع بجامعة واشنطن. وقام بإضافات إلى النظرية التبادلية تكمل ماجاء به كل من جورج هومانز وبيتر بلاو. لكنه لم يبدأ في بناء نظريتة من ملاحظات اجتماعية أو تأثيره بفلسفة اجتماعيه معينة أو نقده لنظريات غي تبادلية، بل وضع مفاهيم وانطلق منها لتوضيح أسس العلاقة التبادلية بين فردين أو أكثر. أسهم مع كارن كوك في تطور النظرية الاجتماعية التبادلية. وقد لاقت دراستهم القبول في الأوساط العلمية. وأسهمت في تبلور الاتجاهات الاتجاهات الحديثة في علم النفس الاجتماعي. وكذلك تعد كتابات ريتشارد اميرسون من المحاولات الحديثة الجادة في تطوير التبادلية. والأساس هنا هو التحول من الانطلاق في تحليل التبادل من الأفراد، إلى التركيز على عملية التبادل نفسها، وما تتضمنه من علاقات، وعد هذه وحده من التحليل. وفي هذا تحول من الاهتمام بالفرد وحوافزه والمكافأة إلى الاهتمام بالعوامل الاجتماعية والثقافية التي تحدد شبكة العلاقات فالعلاقات التبادلية تتمثل في حدها الأدنى في العلاقة بين فردين، وتتشكل عندما يدرك كل طرفة أو أحدهما على الأقل الفرص التي يمكن أن تترتب على هذه العلاقة، ويتوقف استمرار هذه العلاقة على تعزيز متبادل من قبل اطرافها.

### هارولد كيلي
هارولد كيلي (بالإنجليزية: Harold Kelley) فبراير 1921 - 29 يناير 2003) عالم النفس الاجتماعي الأمريكي وأستاذ علم النفس في جامعة كاليفورنيا، لوس انجليس. كانت مساهماته الكبرى في تطوير نظرية الترابط (مع جون ثيبوت)، والعمل المبكر لنظرية العزو، والاهتمام بفهم العلاقات الوثيقة علي مدى حياته. وفي دراسة استقصائية لعلم النفس العام، نُشرت في عام 2002، وضعت كيلي في المرتبة الثالثة الأربعين كأكثر علماء النفس استشهدا في القرن العشرين.

### جون والتر ثيبوت
علم النفس الاجتماعي الأمريكي.
أستاذ في جامعة نورث كارولينا.
بعد حصوله على شهادة من معهد ماساتشوستس للتكنولوجيا في عام 1949، أصبح أستاذاً مساعداً في جامعة بوسطن وأصبح أستاذاً بجامعة نورث كارولينا في عام 55. تعاون مع صاحبه هارولد كيلي في مجموعة من الابحاث.

### ألفن جولدنز
كان ألفن جولدنز ممن عملوا على تطوير تصور تبادلي بالتركيز على عمليات الصراع في عمليات التبادل، بالرغم من أنه ظل قريبا من طروحات الصراع الوظيفي الذي كان أسسه زيمل وطوره كوزر، ويظهر هذا في بعض افتراضاته كقوله إن الإنسان يساعد من يساعده، وإنه لا يجب أن يحلق الضرر بمن يساعده. وقد ربط علاقات التبادل بالإطار الثقافي – الخلقي. فالإنسان يتمثل بالقيم الجماعية ومعاييرها وأخلاقها، فتصبح هذه جزء من بنائه الشخصي واتجاهاته وضميره، يترجمها إلى أفعال وعلاقات.

### ييتر سنجلمان
حاول ييتر سنجمان ربط المفاهيم الأساسية في التفاعلية الرمزية بالنظرية التبادلية. ويرى ييتر سنجلمان أن كلا النظريتين تنظران إلى الإنسان كفاعل نشط، يستطيع إدراك المواقف والمواضيع والطموحات والتوقعات. كما هو في التفاعلية الرمزية، من حيث اعتماد كشف الحقيقة على الجانب الذاتي، فإن تقييم المكافأة في التبادلية يتم أيضا على أسس ذاتية، وبهذا فحقيقة المكافأة ليس في ذاتها، وإنما تعتمد في رؤية الإنسان وتقييمه لها، وتأخذ بناء على تعريفة لها، دورا تعزيزيا.

## القضايا الرئيسية للنظرية التبادلية
أولا يتطلع البشر في علاقاتهم الاجتماعية إلى تجنب السلوك المكلف الذي لا يعود بالفائدة عليهم ويتأسس التبادل وفقا لذلك على أساس حساب التكلفة والعائد.
ثانيا السلوك البشري يتم من خلال المقارنة بين البدائل المختلفة تبعا لمبدأ التكلفة والعائد ومن ثم الحياة الاجتماعية تعد سلسلة مختلفة من الاختيارات ويفهم التفاعل بين الناس تبعا لذلك على أساس التبادل الذي يكون محددا في العلاقات التجارية وغير واضح الحدود في علاقات الصداقة.
ثالثا التبادل لا يقتصر على الجانب الاقتصادي فقط وإنما يرتبط بالجوانب النفسية والاجتماعية فتسير الحياة وفق سلسلة من التبادل تزيد وتنقص من مخزون الأفراد أو الجماعات من القوة أو الصيت ويتم التبادل وفق قيم المجتمع ومعاييره فينتج عنه ما يطلق عليه التبادلية المعممة. وتعني أن الفرد عندما يقدم على مساعدة الآخرين يأمل في أن يصل على مثلها عندما يحتاجها وهي نظرية تقوم على تفسير السلوك التفاعلي بين الأفراد وكذلك تفسير عمليات الجماعة.

## نقد الموجهة لنظرية التبادل الاجتماعي
استخدام فكر التبادل الاجتماعي في بداية مرحلته الأولى تقييم ظواهر اجتماعية درسها في مجتمعات بدائية صغيرة ثم عممها على المجتمع الإنساني كافة بغض النظر عن مرحلة تطوره الاجتماعي والصناعي والفكري.
عندما تقول النظرية أن الأشخاص يبذلون ما في وسعهم لتعظيم المكافآت ثم تجادل أيضًا بأن ما يفعله الأشخاص هو مكافأة السلوك، فمن الصعب، إن لم يكن مستحيلًا، فك الارتباط بين المفهومين. طالما تعمل نظرية التبادل الاجتماعي مع هذه الأنواع من التعاريف الدائرية، فإنها ستكون غير قابلة للاختبار، وبالتالي فهي غير مرضية من حيث هذا المعيار. ومع ذلك، يلاحظ رولوف (1981) أنه قد تم القيام ببعض الأعمال لإنشاء قوائم بالمكافآت قبل مجرد ملاحظة ما يفعله الناس ووصفه بأنه مجزي لأن الناس يفعلون ذلك. بدأ إدنا فوا وأوريل فوا (1974، 1976) هذا العمل المتمثل في تحديد المكافآت بوضوح. علاوة على ذلك، يقول رولوف أنه على الرغم من هذه المشكلة، كان هناك قدر كبير من العمل التجريبي باستخدام نظريات التبادل الاجتماعي.
- فسر هذا الفكر التناقض والتماسك الاجتماعي من خلال زاوية المنفعة المتبادلة وأهمل الزوايا الأخرى كالمشاركة الوجدانية والعقائدية والفكرية والمشاركة القومية.

- أهمل هذا الفكر دراسة عملية التبادل الاجتماعي في المجتمعات الزراعية والتقليدية والاشتراكية والدينية. فهناك عوامل مؤثرة في هذه المجتمعات تختلف عن العوامل المؤثرة على عملية التبادل الاجتماعي في المجتمع الصناعي الذي درسه هومنز.

- لم يفسر هذا الفكر مدة وشدة الصراعات التي حدثت داخل التبادل الاجتماعي.

- أهمل الخبرات الاجتماعية عند الافراد المشتركين وأثرها في عملية التبادل وتقيميه لها.[2]